# 航空レーザー測量
航空レーザー測量（こうくうレーザーそくりょう）とは、航空機に搭載したレーザー測距儀から地上に向けてレーザーを照射し、地上からの反射波との時間差より地上までの距離を求める測量方法。航空レーザ計測と同義。
空中写真測量との違いは、夜間でも計測できることと、植物の葉も透過するため森林でも詳細な地形データが得られることにある。
機体に取り付けたGPSと測距儀に取り付けた IMU（慣性計測装置）から航空機の位置情報を得る。一般的にデジタルカメラが同時搭載されており、空中写真データを計測と同時に得ることができる。
水平方向の精度を詳細に求めることは難しいが、レーザー一点ごとの高さ精度は±15 cm 程度とされる。なお、この精度は計測高度には依存しないため、高々度から撮影されたり、植生内で計測されたりした空中写真測量の標高値よりも精度が高い。

## 作成データ
- ランダムデータ 計測生データ
- DEM（Digital Elevation Model） 数値標高モデル
- DTM（Digital Terrain Model） 数値地形モデル
  - DEMとDTMは同義語（DEMが一般的）
- DSM（Digital Surface Model） 数値表層モデル